# Wapen van Nieuw-Vossemeer

Wapen van Nieuw-Vossemeer

Het wapen van Nieuw-Vossemeer werd op 16 juli 1817 door de Hoge Raad van Adel aan de Noord-Brabantse gemeente Nieuw-Vossemeer toegekend. De gemeente bleef tot 1997 een zelfstandige gemeente, dat jaar ging de gemeente op in de nieuwe gemeente Steenbergen. De gemeente Steenbergen heeft het oude gemeentewapen aangewezen als dorpswapen. Het wapen is een sprekend wapen.

## Blazoenering
De blazoenering van het wapen van Nieuw-Vossemeer luid als volgt:
Golvend doorsneden: I in goud een uitkomende groene vos, II golvend gedwarsbalkt van blauw, groen en zilver van 9 stukken.
Het schild bestaat uit twee delen: het eerste, het schildhoofd, is goud van kleur met daarop een groene vos. De vos komt als het ware uit het onderste deel, de schildvoet, van het schild dat bestaat uit 9 gegolfde dwarsbalken. Deze zijn afwisselend blauw, groen en zilver.

## Geschiedenis
De heerlijkheid Vossemeer en Vrijberghe had in de 15e eeuw een wapen met daarop een vos. In 1433 kreeg de heerlijkheid een zegel met daarop een vos met een paling in zijn bek. De laatste keer dat dit wapen gebruikt werd was in 1612 op een bord in de rederijkerskamer. 
Nieuw-Vossemeer ligt in een polder die in 1567 voor het eerst drooggelegd werd, in 1583 raakte de polder overstroomd om in 1609 opnieuw drooggelegd te worden. Tot 1809 behoorde Nieuw-Vossemeer tot de heerlijkheid Vossemeer, in dat jaar ging het dorp over naar het gewest Brabant. Oud-Vossemeer bleef bij Zeeland.
In de jaren 1500 krijgt het wapen twee schildhouders en ook een schildhoofd. Rechts, voor de kijker links, stond een leeuw en links een vos. In het schildhoofd waren zes blokken aangebracht. Op het schild stond een helm met helmteken met een korf waar een vos uit komt. 
In de zeventiende eeuw voerde de heerlijkheid een vergelijkbaar wapen: een rode vos komende uit een blauw-witte zee. De beide schildhouders worden ook nog gevoerd. Heden is dat het voormalige wapen van de gemeente Oud-Vossemeer. Gelijk aan het wapen van Oud-Vossemeer is dit wapen een sprekend wapen: een vos die uit een meer komt.

## Vergelijkbare wapens
De volgende wapens zijn vergelijkbaar met dat van Nieuw-Vossemeer:

Het wapen van Oud-Vossemeer
Het wapen van Zeeland
Het wapen van Wolphaartsdijk